# Federico Carlos Gravina y Nápoli

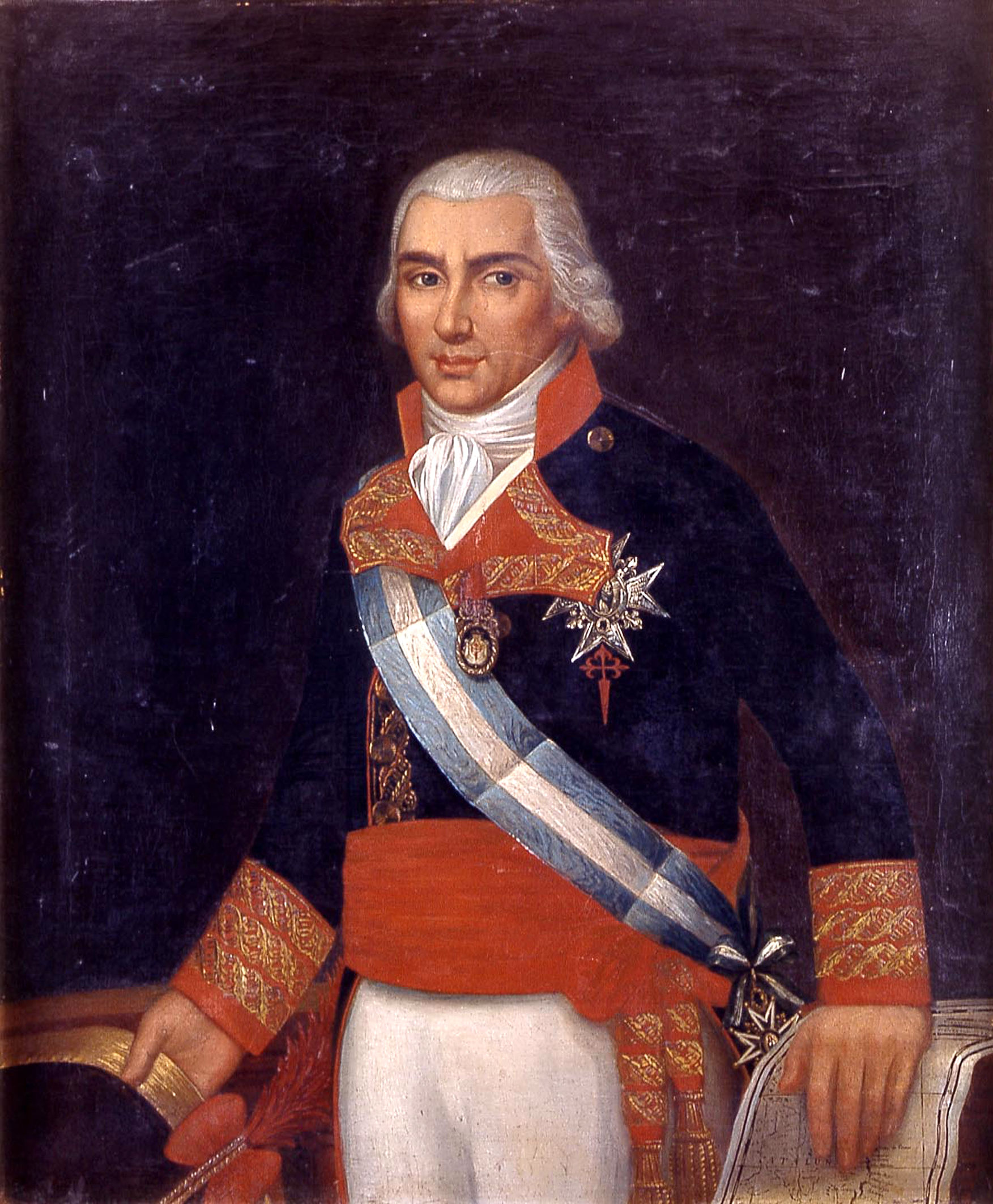
Almirante Federico Carlos Gravina y Nápoli

Federico Carlos Gravina y Nápoli (Palermo, 12 de Agosto de 1756 - Cádiz, 9 de Maio de 1806), foi um almirante espanhol e 12º capitão-geral da Real Armada Espanhola. Participou na Batalha de Trafalgar comandando as forças espanholas da aliança franco-espanhola que eram lideradas pelo almirante Pierre Villeneuve.